# NBA全明星名人赛
NBA全明星名人赛（英語：NBA All-Star Celebrity Game）是NBA的一项年度表演篮球赛，是NBA全明星周末的一部分。参加这项篮球赛的球员通常是退役的NBA和WNBA篮球明星、演员、歌手以及其他职业联盟的明星运动员。首届名人赛举办于2002-03赛季的亚特兰大全明星周末。一般该赛事在全明星周末的周五晚上进行。不过，有时该赛事在全明星周末的训练场馆，而非全明星正赛的场馆进行。